# 玉泉街道 (哈尔滨市)
玉泉街道是中国黑龙江省哈尔滨市阿城区下辖的一个街道。